# Féerie pour une autre fois
Féerie pour une autre fois est un roman de Louis-Ferdinand Céline publié aux éditions Gallimard le 27 juin 1952. Ce roman est suivi de Normance (surtitré Féerie pour une autre fois II) paru en 1954 et qui lui est contemporain dans sa rédaction.

## Écriture du roman
L'écriture de ce roman fut particulièrement longue et réalisée dans le contexte de l'emprisonnement de Louis-Ferdinand Céline au Danemark de 1945 à 1947. Quatre versions préparatoires sont connues (notées de A à D) pour cette œuvre, avec une toute première ébauche de plan datant de la fin 1946 et des versions successives mêlant des fragments de ce qui sera Féerie I et Féerie II écrites au Danemark. À son retour en France au printemps 1951, après son amnistie, il se remet à la composition des versions finales des deux parties et décide d'en publier le premier tome.
Ce roman est le premier de Céline publié aux éditions Gallimard après que Gaston Gallimard a fait tout son possible pour faire venir l'écrivain dans son giron par l'intermédiaire de Pierre Monnier, finissant par racheter les éditions Denoël qui étaient le premier éditeur de l'auteur. Le contrat est signé entre les deux parties le 18 juillet 1951, soit seulement quinze jours après le retour de Céline en France, dans des conditions relativement exceptionnelles pour l'écrivain qui touche 18 % de droits d'auteur et un à-valoir pour 25 000 exemplaires à la remise du manuscrit marquant ainsi l'importance qu'accordait Gallimard à l'entrée de Céline dans sa maison. Le contrat de cession du livre est signé le 26 mars 1952, l'impression est achevée le 10 juin avec 33 000 exemplaires en premier tirage, et la mise en vente est réalisée le 27 juin 1952.
La réception auprès de la critique, lorsqu'elle existe car le roman se heurte à un relatif « mur du silence », sera dans son ensemble négative, avec seulement des articles élogieux d'Albert Paraz et de Roger Grenier, deux proches de Céline. Celle auprès du public sera un échec avec seulement 6 300 exemplaires vendus deux ans et demi après sa parution et justifiera les pressions que Gallimard fera sur l'auteur pour changer le titre du deuxième volume.

## Résumé
Le roman rapporte deux passages importants de la vie de Louis-Ferdinand Céline : les derniers mois passés dans son appartement parisien de la rue Girardon sur la butte Montmartre, où il travaille toujours en tant que médecin (avant de partir s'exiler en Allemagne puis au Danemark où il fut arrêté) et son séjour en prison (1945-1947). Dans la première partie du roman, en prison, se retrouve toute la rage d'un Céline emprisonné, où il se sent délaissé, trahi (notamment par le personnage de Jules inspiré de son ami et peintre Eugène Paul), meurtri. Interpellant sans cesse le lecteur pour qu'il achète son nouveau roman, l'écrivain emprisonné, sous la menace d'une extradition, et en cours de procès en France pour « collaboration », ne possède que son stylo et son style si particulier pour se défendre et se justifier.
Dans Féerie pour une autre fois se retrouve toute la verve carnavalesque et grotesque de l'écrivain mais surtout les caractéristiques du narrateur qu'est Céline. Fantômes, rêveries, délires et hantises apparaissent, disparaissent, reparaissent et s'entrecroisent avec la musicalité particulière du style célinien dans un univers où la réalité donnée est constamment infléchie par l'imaginaire de l'auteur.

## Principales éditions
- Féerie pour une autre fois, éditions Gallimard, 1952.
- Normance (Féerie pour une autre fois, II), éditions Gallimard, 1954.
- Maudits soupirs pour une autre fois (l'une des versions préliminaires de Féerie pour une autre fois), édition d'Henri Godard, éditions Gallimard, 1985.
- Féerie pour une autre fois (I et II, et versions préliminaires), in Romans, vol. 4, Bibliothèque de la Pléiade no 403, éditions Gallimard, 1993,  (ISBN 978-2-07-011336-1).